# Luksemburg na Letnich Igrzyskach Olimpijskich 1952
Luksemburg na Letnich Igrzyskach Olimpijskich 1952 w Helsinkach reprezentowało 44 zawodników.

## Zdobyte medale
| Medal | Zawodnik     | Dyscyplina    | Konkurencja          |
| ----- | ------------ | ------------- | -------------------- |
| Złoto | Josy Barthel | Lekkoatletyka | Bieg na 1 500 metrów |